# Lubiewo (województwo warmińsko-mazurskie)
Lubiewo (niem. Lubjewen, 1938–1945 Grünbruch) – wieś w Polsce położona w województwie warmińsko-mazurskim, w powiecie mrągowskim, w gminie Mikołajki.
W latach 1975–1998 miejscowość administracyjnie należała do województwa suwalskiego.
W Lubiewie urodził się niemiecki pisarz Otto Boris (1887-1957).